# André Georges Corap
André Georges Corap (15 de enero de 1878-15 de agosto de 1953) fue un general francés  que luchó en la Segunda Guerra Mundial.
Nacido en Pont-Audemer (Normandía), era hijo de un sastre. Después de una carrera que lo llevó al rango de General de Cuerpo de Ejército, fue responsable de la defensa de las Ardenas al comienzo de la Segunda Guerra Mundial y sufrió la ruptura alemana de mayo de 1940.

## Carrera antes de la Segunda Guerra Mundial
En 1898, se graduó en la Academia de Saint-Cyr como número uno de su promoción, eligiendo como destino los Tiradores argelinos. Hizo la mayor parte de su carrera como oficial en Argelia y Marruecos. En 1905, fue admitido en la Academia de Guerra de Francia.
Capitán en 1914, fue destinado al Estado Mayor de Foch en 1915 y al de Petain en 1918, terminando la guerra como teniente coronel.
Durante la guerra del Rif, se distinguió en 1926 por la captura del líder de los insurgentes, el cadí Abd el-Krim.
El 28 de abril de 1929 fue nombrado general de brigada, el 6 de septiembre de 1933 general de división y en poco menos de dos años, el 30 de abril de 1935, general de Cuerpo de Ejército. Desde 1937 fue comandante de la 2.º División Militar en Amiens, hasta que estalló la Segunda Guerra Mundial. Durante la Drôle de guerre, en enero de 1940, fue nombrado general de ejército de manera temporal, y después fue nombrado jefe del Noveno Ejército.

## Segunda Guerra Mundial
Al producirse el ataque alemán el 10 de mayo de 1940, el Noveno Ejército, siguiendo el plan Dyle-Breda ideado por Gamelin, avanzó hacia el este, con el objeto de cubrir la línea del Mosa desde Namur al norte de Sedan. Ante el cruce de las tropas alemanas dirigidas por Rommel del Mosa el día 12 por la noche en Houx, sector de Dinant, las unidades francesas no supieron eliminar la bolsa, dejando que esta se reforzara al día siguiente. El día 14 se produjo la ruptura del frente al norte de Dinant, no pudiendo Corap crear una línea de detención ni organizar contraataques. La mañana del 15 ordenó un repliegue del 9.º Ejército que supuso su desorganización ante el empuje alemán. Fue relevado del mando la tarde del día 15. Su sustituto fue el general Giraud.
El primer ministro de Francia, Paul Reynaud, en un discurso realizado en el Senado el 21 de mayo, enumera las razones de la derrota francesa y entre ellas culpa a Corap de la mala actuación del 9.º Ejército.
El 1 de julio pasó a la reserva.
Corap era un militar de los considerados en Francia como un africanista, ya que todo su carrera la había desarrollado en Afríca, y esto había influido mucho en su pensamiento militar. Su educación militar había acabado en 1918 y desconocía todo lo que hacia referencia a la guerra mecanizada. Maurois lo describe como "un hombre tímido, que gozaba de gran estima por parte de sus superiores, con muy poco aspecto de militar, y quizás un tanto grueso de cintura. Le costaba esfuerzo meterse en el coche". Era un hombre querido por sus soldados, y se sabía que odiaba profundamente al Frente Popular.

## Trayectoria tras la Segunda Guerra Mundial
Tras la guerra intentó justificarse antes las acusaciones hechas por Reynaud, situación que le llevó a un verdadero desequilibrio nervioso. En los juicios de Riom, fue exculpado.

## Condecoraciones
-Legión de honor
- Caballero de la Legión de Honor, 10 de julio de 1913
- Oficial de la Legión de Honor, 11 de julio de 1920
- Comandante de la Legión de Honor,10 de junio de 1926

-Croix de Guerre 1914-1918 (Francia)

-Cruz de guerra de Teatros de operaciones exteriores

-Medalla colonial con hebilla de Marruecos

-Medalla conmemorativa de Marruecos con hebillas de Oudjda y Marruecos

-Medalla Interaliada 1914-1918

-Medalla conmemorativa de la guerra 1914-1918
-Orden de Ouissam Alaouite, grado Oficial (Marruecos)

-Orden de Nichan Iftikhar (Túnez)

-Cruz de los Servicios Distinguidos (Reino Unido)

-Orden de Leopoldo (Bélgica)

-Orden Polonia Restituta, grado Oficial (Polonia)

-Medalla Bene Merentibus (Polonia)